# Eric Chavez (bokser)
Algerico Chavez (ur. 9 kwietnia 1965 r. w Cebu City) – filipiński bokser, były mistrz świata IBF w kategorii słomkowej.

## Kariera zawodowa
Jako zawodowiec zadebiutował 3 listopada 1986 r., pokonując na punkty Juna Gavero. Do końca 1988 r., Chávez stoczył 27 pojedynków, z których 24 wygrał i 3 zremisował, nie zdobywając żadnego tytułu. 21 września 1989 otrzymał szansę walki o mistrzostwo świata IBF w wadze słomkowej. Rywalem Filipińczyka był indonezyjski bokser Nico Thomas. Chávez niespodziewanie znokautował mistrza w 5. rundzie, zdobywając mistrzostwo. 22 lutego 1990 r. przystąpił do pierwszej obrony pasa, mając za rywala Fahlana Sakkreerina. Filipińczyk utracił tytuł, przegrywając przez techniczny nokaut w 7. rundzie. Do czasu przerwania walki, to Chávez prowadził na kartach punktowych (58-57, 58-56, 55-60). 15 sierpnia doszło do rewanżu. Sakkreerin zwyciężył jednogłośnie na punkty (110-118, 110-118, 111-118), broniąc tytuł po raz drugi.
2 grudnia 1995 r., Chávez zdobył pas OPBF, zwyciężając przez techniczny nokaut w 1. rundzie Kwanjaia 3K Battery. 3 kwietnia 1996 r. zremisował po 8 rundach z niepokonanym, południowokoreańskim bokserem Sung-Tae Limem. 15 czerwca 1996 r. otrzymał kolejną szansę walki o mistrzostwo świata. Filipińczyk zmierzył się z niepokonanym Rosendo Álvarezem, w walce o pas WBA w wadze słomkowej. Chávez przegrał na punkty decyzją większości (114-114, 111-119, 113-115) a Álvarez obronił tytuł po raz drugi. Po porażce z Nikaraguańczykiem, Chávez stoczył jeszcze 7 pojedynków, z których 3 wygrał i 4 przegrał. Ostatnią walkę stoczył 3 października 1998 r., przegrywając z Mzukisim Maralim. 